# Sälskyddsområde
sälskyddsområde är ett område i Sverige där sälar ska få leva och vara helt ostörda från människor under den tid på året då de har ungar. Det innebär att det är förbjudet att gå iland på öar inom sälskyddsområdet under den perioden och att vistas i vattnet med båt närmare än 50-100 m från stränder. Det kan vara lite olika för olika sälskyddsområden. Länsstyrelsen kan ge närmare information om vad som gäller i de olika sälskyddsområdena.

## Källa
Fågel- och sälskyddsområden på Västkusten